# O.D. Ottesen
Otto Diderich Ottesen (født 3. april 1816 i Broager, død 2. oktober 1892) var en dansk kunstmaler.
Ottesen var søn af kådner Otto Diderich Ottesen og Bothilla, født Jessen. Fra sit ottende til sit attende år måtte han forlade sit hjem tjene som fårehyrde og bondekarl, inden det lykkedes ham at komme til København hvor han starter i malerlære hos en malermester. Samtidigt blev han optaget på Kunstakademiet. 1839 blev han malersvend.  Han gennemfører dog aldrig uddannelsen på Kunstakademiet og videreuddanner i stedet sig selv ved at studere især de nederlandske stillebenmalere. 1843 blev han elev på Kunstakademiets modelskole.
O.D. Ottesen havde haft lyst til at uddanne sig til figurmaler, men da opfyldelsen af hans værnepligt som bondefødt stod for døren, gjaldt det ham om at vise sig så snart som muligt som kunstner. 1842 debuterer han på Charlottenborg med blomstermaleriet - to frugtstykker og et enkelt blomsterstykke. (Ottesen udstiller hvert år frem til sin død på den årlige udstilling – i alt 52 gange med 209 værker). Samme år sælger han et værk til billedhuggeren Bertel Thorvaldsen, og året efter til kong Christian 8.. Hans første udstilling, vakte så megen opmærksomhed, at kongen, fritog ham for den militære og borgerlige værnepligt.
1844 købte Den Kongelige Malerisamling et af hans arbejder, Roser og Jordbær, og den erhvervede efterhånden flere af hans betydeligste arbejder til samlingen. Deriblandt må fremhæves det stemningsfulde Foraaret i Skoven (1862), hvor forgrunden dannes af den med blomstrende anemoner rigt dækkede skovbund, hvis blomstervrimmel fortoner sig ind i billedets dybde. Efterhånden udviklede han evnen til at gengive blomster og frugter på nært hold, hvilke han fremstillede med hele naturens farvevirkning. Trods dette begrænsede omfang er der i hans lange livs rige og flittige virksomhed stor afveksling i valget af emner, hvad enten han malede blomster eller frugter, afplukkede eller fritvoksende, forstod han med held at finde nye og overraskende sammenstillinger, og selv inden for den enkelte blomst, rosen, der ganske naturlig måtte blive hans yndlingsblomst. 
I 1855-56 havde Ottesen med Akademiets rejseunderstøttelse studeret Hollands rige kunst i dette fag og besøgt det solrige Sydfrankrig; men det var dog især, efter at han i 1874 igen havde været udenlands med Det anckerske Legat, at hans foredrag fik et friere malerisk præg og anordningen større rigdom.
I 1866 blev han medlem af Akademiet, 1874 fik han titel af professor, i 1887 blev han medlem af Akademiraadet og året for sin død blev han Ridder af Dannebrog. Han var allerede 1843 blevet gift med Louise Vilhelmine Børresen (1816-1853), derefter i 1857 med Sophie Henriette Møller (1804-1864), faster til sognepræst Christen Møller, og endelig 1867 med Vilhelmine Amalie Bützow, datter af vekselmægler Thiis Christopher Bützow.
I flere værker eksperimenterer han med både beskæringer og synsvinkel ud over det sædvanlige. Selvom fællesnævneren nok er blomster, skaber han ikke entydige læsninger i sine værker. Han maler klassiske opstillinger inspireret af forbillederne med mere eller mindre tydelige metaforer. Han ofrer lige så meget opmærksomhed på ukrudt og dyr som på pryd og skildrer uprætentiøse planter i deres naturlige omgivelser.
Udstillingen "Sig det med blomster! O.D. Ottesen og den tvetydige idyl" på Kunstmuseet Brundlund Slot, Aabenraa, fra den 27. august 2017 til den 4. marts 2018 sætter fokus på blomstermaleren O.D. Ottesen som eksperimenterende oprører i en ellers traditionsbundet genre.